# Tulunsky (huyện)
Huyện Tulunsky (tiếng Nga: ? райо́н) là một huyện hành chính tự quản (raion), của Tỉnh Irkutsk, Nga. Huyện có diện tích 14021 kilômét vuông, dân số thời điểm ngày 1 tháng 1 năm 2000 là 31900 người. Trung tâm của huyện đóng ở Tulun.